# Culcasia seretii
Culcasia seretii är en kallaväxtart som beskrevs av De Wild. Culcasia seretii ingår i släktet Culcasia och familjen kallaväxter. IUCN kategoriserar arten globalt som livskraftig. Inga underarter finns listade.